# Ozero Uzynsor
Ozero Uzynsor är en saltsjö i Kazakstan.   Den ligger i oblystet Aqmola, i den centrala delen av landet, 60 km söder om huvudstaden Astana. Arean är 7,0 kvadratkilometer.